# توماس مک دونل
توماس مک دونل (انگلیسی: Thomas McDonell؛ زادهٔ ۲ مهٔ ۱۹۸۶) یک هنرپیشه اهل ایالات متحده آمریکا است.
از فیلم‌ها یا برنامه‌های تلویزیونی که وی در آن نقش داشته است می‌توان به پادشاهی ممنوعه، اندازه بامزه، ۱۰۰ نفر و پرام اشاره کرد.